# Premier peintre du Roi

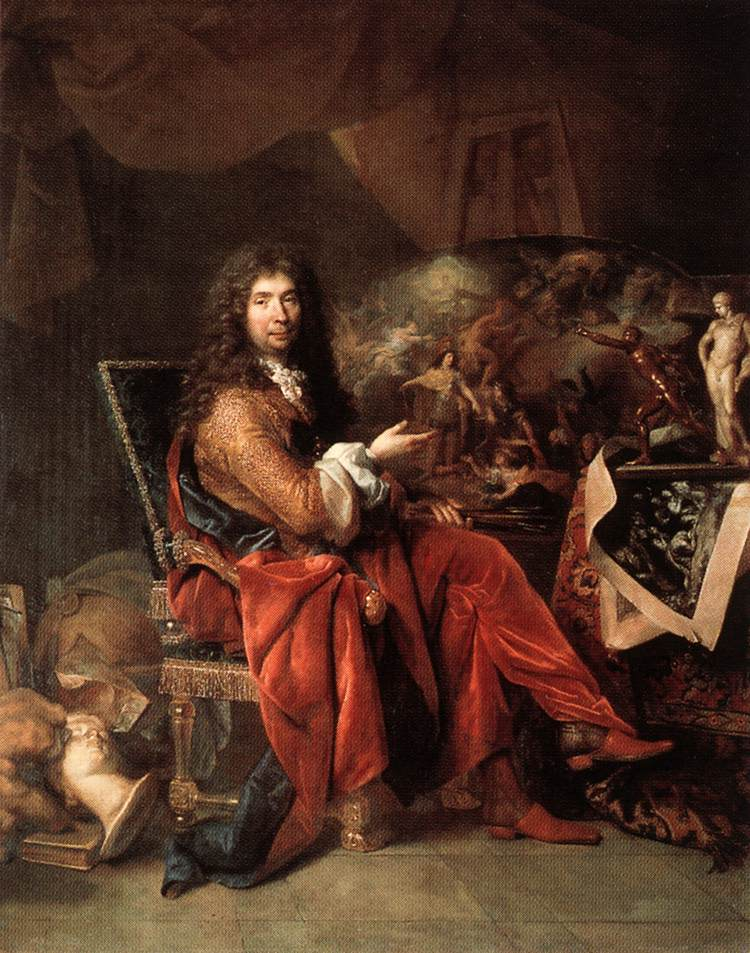
Portrait de Charles Le Brun, Premier peintre du Roi, par Nicolas de Largillierre (Musée du Louvre, Paris)

Sous l'Ancien Régime, au sein de l'administration des Bâtiments du Roi, relevant du département de la Maison du Roi, le Premier peintre du Roi occupait, juste en dessous du directeur général des Bâtiments, Arts et Manufactures de France, une position en apparence symétrique de celle du Premier architecte du Roi, quoique sensiblement moins prestigieuse. En effet, le Premier peintre du Roi n'avait en pratique personne sous ses ordres. De fait, la charge demeura à plusieurs reprises sans titulaire.
Après la fin de l'Ancien Régime, certains artistes jouissent d'un titre proche de celui de premier peintre du roi. En 1828, la miniaturiste Marie-Victoire Jaquotot bénéficie par exemple d'un titre de « Premier peintre sur porcelaine du roi et de la manufacture de Sèvres »,. 

## Liste chronologique des Premiers peintres du Roi
- 1599-1602 : Toussaint Dubreuil (vers 1561-1602)
- 1602-1603 : vacant
- 1603-1619 : Martin Fréminet (1567-1619)
- 1619-1627 : vacant
- 1627-1649 : Simon Vouet (1590-1649)
- 1641-1665 : Nicolas Poussin (1594-1665)
- 1664-1690 : Charles Le Brun (1619-1690)
- 1690-1695 : Pierre Mignard (1612-1695)
- 1695-1716 : vacant
- 1716-1722 : Antoine Coypel (1661-1722)
- 1722-1725 : vacant
- 1725-1733 : Louis de Boullogne (1654-1733)
- 1733-1736 : vacant
- 1736-1737 : François Lemoyne (1688-1737)
- 1737-1746 : vacant
- 1746-1752 : Charles Antoine Coypel (1694-1752)
- 1752-1762 : vacant
- 1762-1765 : Carle Van Loo (1705-1765)
- 1765-1770 : François Boucher (1703-1770)
- 1770-1789 : Jean-Baptiste Marie Pierre (1714-1789)
- 1789-1791 : Joseph-Marie Vien (1716-1809)